# Steve Blackwood
Pour les articles homonymes, voir Blackwood.
Steve Blackwood est un acteur américain, né le 13 mai 1956 à Détroit, dans le Michigan (États-Unis).

## Filmographie
- 1988 : Te Undertaker de Franco Steffanino : Town Hall Meeting Official
- 1993 : Bobby et Marilyn (Marilyn & Bobby: Her Final Affair), de Bradford May (en) (téléfilm) : James Eldridge
- 1993 : Monolithe (Monolith) de John Eyres : Bio-team Member #1
- 1995 : Heidi, jour après jour (The Heidi Chronicles) (TV) : Santa
- 1997 : Des jours et des vies (Days of Our Lives) (série TV) : Bart Biderbeck
- 2000 : Ed Gein, le boucher (In the Light of the Moon) de Chuck Parello : Brian
- 2003 : Strange as Angels de Francisco Roel : Sergeant